# Сподній Петелинєк
Сподній Петелинєк (словен. Spodnji Petelinjek) — поселення в общині Луковиця, Осреднєсловенський регіон, Словенія. 
Висота над рівнем моря: 451 м.